# يان قاولد
يان قاولد (بالإنجليزية: Ian Gould)‏ هو حكم كركيت ‏ ولاعب كرة قدم نيوزلندي، ولد في 19 أغسطس 1957 في تبلو في المملكة المتحدة. شارك مع منتخب إنجلترا للكريكت. أما مع النوادي، فقد لعب مع نادي أرسنال.

## وصلات خارجية
- يان قاولد على موقع إي آس بي آن كريك إنفو (الإنجليزية)